# Шурахбил ибн Симт
Шурахбил ибн ел Симт ибн ел Асвад ел Кинди , који се обично назива Ибн ел Симт, био је киндитски заповедник муслиманске војске против сасанидских Персијанаца у бици код Кадисије 636. године, а касније припадник унутрашњег круга Муавије ибн Аби Суфиан-а, са седиштем у Хомсу за време потоњег владања Сирије (639–661) и калифата (661–680).

## Живот
Шурахбил је био син киндитског поглавице Симта ибн ел Асвада. Након смрти исламског пророка Мухамеда, Шурахбил и његов отац одано су служили муслиманској држави која се рођала у Медини и борили су се током ратова Риде против арапских племена коју поражена од Медине.Као резултат тога, њихова слава је порасла у Медини на рачун Ел Ашат ибн Кајса, супарничког поглавице Киндита који се борио против муслимана ратовима Риде и покајао се након његовог пораза и заробљавања у Јемену. Док је средином до касних 630-их Симт играо улогу у муслиманском освајању Сирије, Шурахбил се борио за муслиманско освајање Ирака. Врхови муслимански заповедник ирачког фронта, Сад ибн Аби Вакас, именовао је младог Шурахбила за заповедника левог крила муслиманске војске у одлучујућој бици код Кадисије 636. године.Након победе над Сасанидима у Ираку, Сад је именовао Шурахбила за гувернера сасанидске престонице у Ктесифону (Ел Мадаин на арапском језику).Населио се у новооснованом арапском гарнизонском граду Куфи, али поставши слабији од свог Киндитског противника Ел Ашата у у супарништву око контролом над градом, преселио се како би се придружи оцу у Хомсу.
Након пресељења у Сирију, постао је предани делатник свог гувернера Муавије ибн Аби Суфјана током сукоба потоњег са халифом са седиштем у Куфи, у Првом муслиманском грађанском рату. Служио је као један од изасланика Муавије код Алија у јуну 657, месец дана пре битке код Сифина између двеју страна, која је завршила застојем. За време Муавијиног калифата (661–680), он је био припадник калифиног унутрашњег круга, је по утицају на Омејаде био надмашен од свог Сиријског киндитског супарника Хусеина ибн Нумајира ел Сакунија. Заиста не постоје подаци о Шурахбилу и његовој породици све до побуне Јазид ибн ел Мухалаба у Ираку 720. године, када су неименовани син Шурахбила био заробљен и погубљени од побуњеника, а затим поново током Трећег муслиманског грађанског рата 744, током кога се унук Шурахбила, Симт ибн Табит ибн Јазид придружио свом некадашњем супарнику Муавији ибн Јазиду, унуку Хусејна ибн Нумаира, насупрот калифу Јазиду III. Симт ибн Табит је касније разапет због вођења побуне у Хомсу против халифа Марвана II (р. 744–750). Потомци Шурахбила, тачније његов отац, привремено су преузели Хомс током Четвртог муслиманског грађанског рата у раном 9. веку.